# Shahin Frashëri
Shahin Kaso Frashëri (fl. XIX w.; ur. we Frashërze, zm. ?) – albański poeta oraz tłumacz, bektaszyta. W 1868 roku przetłumaczył na język albański perskojęzyczny utwór pod tytułem Myhtarnameja.
Miał starszego brata Dalipa.